# 张耒
張耒（1054年—1114年），字文潛，號柯山，人称宛丘先生、张右史，祖籍亳州譙縣（今安徽亳縣），生於楚州淮陰（今江蘇淮安市），北宋詩人。

## 生平
先世谯郡人。至和元年（1054）出生。母李氏。妻文安君。十三岁能文，十七岁所做〈函关赋〉，被传诵一時。早年遊學陈州，受到當時學官蘇轍厚愛，從學於蘇軾，蘇軾說他的文章類似蘇轍，“汪洋淡泊，有一唱三叹之声”。神宗熙寧六年（1073年）中進士，熙宁七年任臨淮主簿，元豐元年（1078年），爲壽安尉。元丰二年（1079年），在山阳见曾巩。元豐七年（1084年），遷咸平丞，元祐初年（1086年）授秘書省正字，元祐六年由蘇軾力薦为著作郎，改秘書丞、再任著作郎，官至起居舍人。
绍圣元年（1094），以疾出知润州（今江苏丹阳），八月，徙知宣州（今属安徽）。紹聖三年（1096年），管勾明道宮。哲宗紹聖四年（1097年），謫監黃州酒稅。元符二年（1099年），改監復州（今湖北竟陵）酒稅。元符三年（1100年），蘇轍北歸，張耒聞訊作《寄子由二首》。徽宗建中靖国元年（1101年）初，通判黄州，知兖州，召為太常少卿，數月後又出知潁、汝二州，在潁州得知蘇軾死訊，舉哀行服。崇寧元年（1102年），被指為元佑黨人，貶房州別駕，黄州安置，約崇寧五年冬至大观元年（1107年）左右，歸居淮陰。大观二年，脱出元祐党籍，归陈州。张耒嗜酒，晚年有疾。晚年留居陳州。政和四年卒，年六十一。

## 家族
有子四人：張秬、張秸、張和、張秠。

## 艺术风格
其詩學白居易、張籍，如：〈田家〉、〈海州道中〉、〈輸麥行〉多反映下層人民的生活以及自己的生活感受，風格平易曉暢。

## 成就
他與黃庭堅、秦觀、晁補之三人一同被時人譽為“蘇門四學士”。

## 著作
張耒詩文集有多種版本：(一)《柯山集》五十卷。拾遺十二卷，存有四庫全書版本、武英殿聚珍版本、廣雅書局刻本，見於《宛丘先生集》而不見於《柯山集》的詩文，均輯入該本《拾遺》。(二)《宛丘先生文集》七十六卷，存清康熙呂無隱鈔本。(三)《張右史文集》六十五卷，存明萬曆抄本、清雍正七年謝浦泰抄本等。(四)《張文潛文集》十三卷，存明嘉靖三年郝梁刻本。(五)《張耒集》，李逸安等校點，中華書局1999年出版。
《蘇門六君子文粹》，收有張耒選文二十二卷。此書有《四庫全書》本。
《明道雜誌》一卷，南宋慶元時陳升刻于黃州，現存明刻本、《唐宋叢書》本、《學海類編》本。

## 傳記
《宋史》卷四四四有傳。清‧邵祖壽編有《張文潛先生年譜》一卷。

## 延伸阅读
[在维基数据编辑]
 在维基文库阅读此作者作品
 《宋史·卷444》，出自脱脱《宋史》